# نهائي كأس إيطاليا 1988
نهائي كأس إيطاليا 1988 هي المباراة النهائية من منافسة كأس إيطاليا 1987–88، أقيمت المباراة في 1988، بين فريقي نادي سامبدوريا، ونادي تورينو، وفاز فيها نادي سامبدوريا، بعد أن هزم نادي تورينو، بنتيجة 3 - 2.

## تفاصيل المباراة
لعبت المباراة النهائية في 1988.
| نادي سامبدوريا | 3 -2 | نادي تورينو |
| -------------- | ---- | ----------- |
|                |      |             |